# Kuchary (Dzierżoniów)
Pour les articles homonymes, voir Kuchary.
Kuchary est une localité polonaise de la gmina de Łagiewniki, située dans le powiat de Dzierżoniów en voïvodie de Basse-Silésie.